# St. Margaretha (Egerdach)

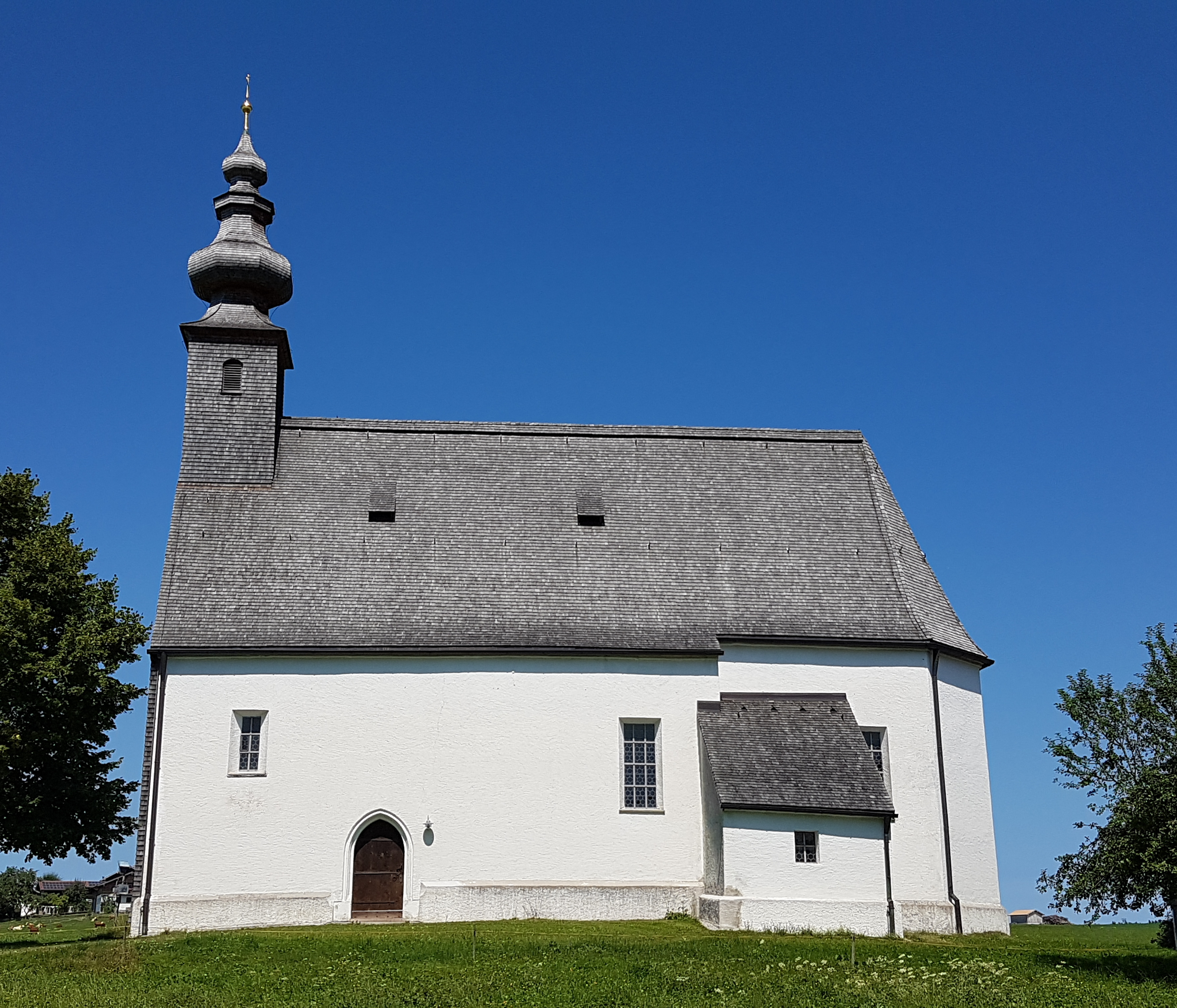
St. Margaretha in Egerdach

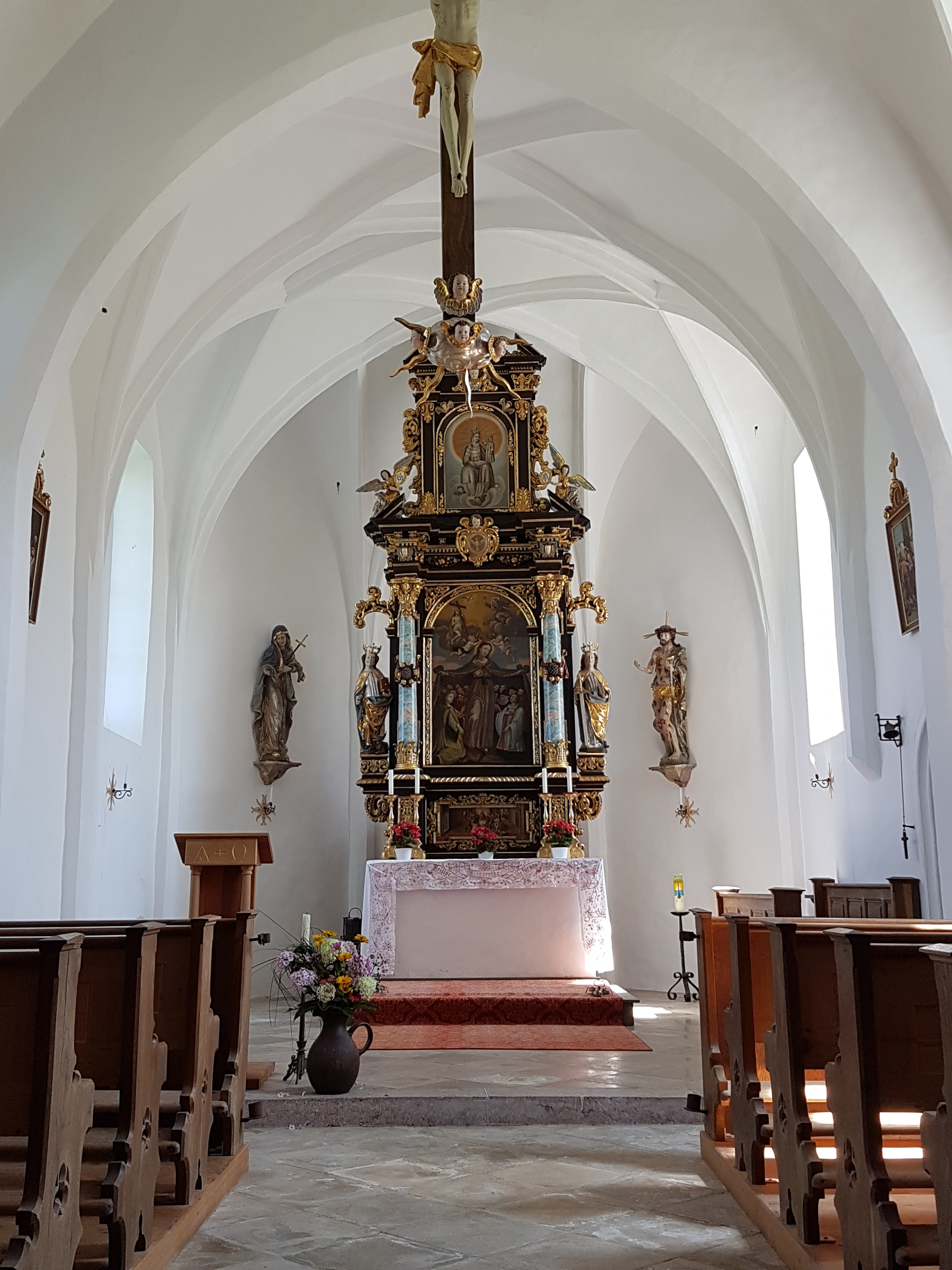
Innenansicht des Chors

Die römisch-katholische Filialkirche St. Margaretha steht frei im Hügelland von Egerdach, einem Gemeindeteil von Wonneberg im oberbayerischen Landkreis Traunstein. Das Bauwerk ist in der Liste der Baudenkmäler in Wonneberg als Baudenkmal unter der Nr. D-1-89-165-6 eingetragen. Die Kirche gehört zum Dekanat Traunstein im Erzbistum München und Freising.

## Beschreibung
Die spätgotische Saalkirche wurde um 1500 über den Grundmauern des Vorgängerbaus errichtet. Sie besteht aus einem Langhaus mit vier Jochen, einem eingezogenen Chor mit Fünfachtelschluss im Osten und einer Sakristei an der Südwand des Chors. Der 1766 errichtete quadratische Dachreiter über dem Westgiebel des Langhauses ist mit einer dreifachen Zwiebelhaube bedeckt.
Der Innenraum des Langhauses ist mit einem Netzgewölbe über Diensten überspannt. Das Altarretabel des 1679 gebauten Hochaltars wird von den Statuetten der Margareta von Antiochia und der Katharina von Alexandrien flankiert, die wie die Mondsichelmadonna am Chorbogen vom Vorgängerbau stammen. Auf Konsolen an der Wand stehen eine Mater Dolorosa und ein Jesus Christus mit einer Dornenkrone.